# 李炯然
李炯然（1428年—1478年），字漢章，号戆庵，山東青州府蒙陰縣人，明朝政治人物。

## 生平
正統十二年（1447年）丁卯科山東鄉試第十九名舉人。天順元年（1457年）丁丑科第三甲第一百一十六名進士。授户部主事。官至戶部郎中。成化十四年，李炯然奉命前往鳳陽賑災，忧劳成疾。隨吏部国泰、户部谷琰、兵部张谨等至沛縣沽头闸，卒于舟中。

## 著作
- 絕筆詩：

强颜人世已多年，一事集成馆遽捐。
仕路那知终粉署，宦囊谁信只青毡。
死生有命吾何恨，俯仰无惭世谩怜。
寄与故园诸子弟，好将清白继家传

## 家族
曾祖父李燁。祖父李昇，曾任監察御史。父亲李奈，曾任參議。有子李夢龍。